# Stefano Arduini
Pour les articles homonymes, voir Arduini.
Stefano Arduini (né le 4 décembre 1956 à Pesaro) est un linguiste italien étudiant la rhétorique et la traduction. Il enseigne la linguistique générale à l'université d'Urbino.

## Biographie
Diplômé en lettres de l'université de Bologne, Stefano Arduini a obtenu son doctorat à l’Université de Pise.
Il est professeur de Linguistique à l’Université de Rome Link Campus  et il y dirige le Master pour les Professionnels de l’édition. Il enseigne Théorie de la traduction à l’Université de Urbino et il est président de la Fondation Unicampus  San Pellegrino  de Misano Adriatico (RN) .
Depuis 2005 il est professeur honoraire de la Universidad Nacional Mayor de San Marcos di Lima au Pérou. Il a  été professeur invité à l’Université de Alicante et à l’Université Autonoma de Madrid en Espagne .
Il est l’un des conseillers principaux du “Nida Institute for Biblical Scholarship" et co-directeur de la “Nida School of Translation Studies".
Il estl’un des fondateurs et des membres de l’Editorial Board of Translation , un journal pour les étudessur la traduction.
Il est membre du comité editorial des journaux Hermeneus (Université de Valladolid, Espagne) et Tonos, Revue d’études philologiques (Université de Murcia, Espagne). Il fait aussi partie du conseil consultatif des series Quintiliano,  Retorica y Comunication (Université de Rioja, Espagne ).

## Théorie
Arduini a postulé l’existence d’un champ rhétorique qu’il a analysé dans ses applications textuelles. Selon lui la rhétorique est toutefois davantage qu’une praxis ou un outil de l’analyse textuelle : c’est le canal que les différentes cultures et communautés humaines utilisent pour communiquer entre elles. Autrement dit, la rhétorique est une façon de voir le monde et d’en communiquer notre weltanschauung. Le concept de rhétorique relève par conséquent et avant tout de l’anthropologie, il nécessite une approche transdisciplinaire pour être pleinement appréhendé.